# Гран-прі ФІДЕ 2008-2010
Гран-прі ФІДЕ 2008-2010 — серія з 6 шахових турнірів, які були частиною відбіркового циклу до першості світу 2011, що проходили під егідою ФІДЕ.
Переможець гран-прі грає матч, що складається з 8 партій, в 2010 проти переможця кубка світу 2009. Переможець цього матчу стає претендентом на першість світу 2011 року.

## Регламент
- Контроль часу: 120 хвилин на перші 40 ходів, 60 хвилин на наступні 20 ходів  і 15 хвилин з додаванням 30 секунд за кожний зроблений хід починаючи з 61-о.

Гравцям заборонялось говорити між собою під час гри і пропонувати нічиї.

## Призи
При розподілі місць гравці ділили пункти порівну.
| Місце | Грошовий приз | Пункти   |
| ----- | ------------- | -------- |
| 1     | 30,000 €      | 140 + 40 |
| 2     | 22,500 €      | 130 + 20 |
| 3     | 20,000 €      | 120 + 10 |
| 4     | 15,000 €      | 110      |
| 5     | 12, 500 €     | 100      |
| 6     | 11,000 €      | 90       |
| 7     | 10,000 €      | 80       |

| Місце | Грошовий приз | Пункти |
| ----- | ------------- | ------ |
| 8     | 8,500 €       | 70     |
| 9     | 7,500 €       | 60     |
| 10    | 6,000 €       | 50     |
| 11    | 5,500 €       | 40     |
| 12    | 5,000 €       | 30     |
| 13    | 4,500 €       | 20     |
| 14    | 4,000 €       | 10     |

## Кваліфіковані гравці
1.1 Обидва учасники фіналу чемпіонату світу 2008 (Володимир Крамник, Вішванатан Ананд) і матчу претендентів 2009 (Веселин Топалов, Гата Камський).
1.2 Крім переможця кубка світу 2007 (Гати Камського), такі три гравці: Олексій Широв, Сергій Карякін і Магнус Карлсен.
1.3 Сім гравців обрані за середнім рейтингом на січень і жовтень 2007. ФІДЕ оприлюднила список з 25 шахістів. Перші сім шахістів (крім тих, які вже кваліфікувалися за іншими пунктами), пройшли автоматично: 
| - Василь Іванчук - Шахріяр Мамед'яров - Петер Леко | - Олександр Морозевич (відмовився брати участь) - Левон Аронян - Теймур Раджабов | - Борис Гельфанд |

ФІДЕ повідомило, що перші чотири місця зарезервовані: 
| - Майкл Адамс - Петро Свідлер | - Юдіт Полгар - Олександр Грищук |

1.4 Президент ФІДЕ міг номінувати одного гравця, який стояв не нижче 40 позиції у світовому рейтинговому листі на жовтень 2007 року. Якщо кваліфіковані гравці (з 1.1) відмовлялися брати участь, то президент міг номінувати гравців з різних країн.
1.5 Шість міст, що приймали етапи, могли номінувати по одному гравцю з рейтингом не менш ніж 2550 в останньому рейтинговому листі. Якщо в місті немає гравця з відповідним рейтингом, тоді запрошується гравець з найвищим рейтингом з федерації, за умови, що його рейтинг не менш як 2500. 
| - Баку — Вугар Гашимов - Сочі — Дмитро Яковенко - Доха (Еліста ) — Мохаммед Аль-Модіахі | - Монтре (Нальчик ) — Яннік Пеллетьє - Карлові Вари (Джермук) — Давид Навара - Еліста — Ернесто Інаркієв |

Кожний учасник брав участь у чотирьох турнірах.

## Переможці
| Місто     | Учасник          | Країна      | + | - | =  | Очки    |
| --------- | ---------------- | ----------- | - | - | -- | ------- |
| Баку      | Вугар Гашимов    | Азербайджан | 3 | 0 | 10 | 8 з 13  |
| Баку      | Ван Юе           | КНР         | 3 | 0 | 10 | 8 з 13  |
| Баку      | Магнус Карлсен   | Норвегія    | 4 | 1 | 8  | 8 з 13  |
|           |                  |             |   |   |    |         |
| Сочі      | Левон Аронян     | Вірменія    | 5 | 1 | 7  | 8½ з 13 |
|           |                  |             |   |   |    |         |
| Еліста    | Теймур Раджабов  | Азербайджан | 4 | 1 | 8  | 8 з 13  |
| Еліста    | Дмитро Яковенко  | Росія       | 3 | 0 | 10 | 8 з 13  |
| Еліста    | Олександр Грищук | Росія       | 4 | 1 | 8  | 8 з 13  |
|           |                  |             |   |   |    |         |
| Нальчик   | Левон Аронян     | Вірменія    | 5 | 1 | 7  | 8½ з 13 |
|           |                  |             |   |   |    |         |
| Джермук   | Василь Іванчук   | Україна     | 4 | 0 | 9  | 8½ з 13 |
|           |                  |             |   |   |    |         |
| Астрахань | Павло Ельянов    | Україна     | 5 | 2 | 6  | 8 з 13  |

## Результати
Після п'яти турнірів Левон Аронян першим забезпечив собі місце в турнірі претендентів. Другим кваліфікувався Теймур Раджабов, що стало відомо лише після закінчення останньої партії на 6-му Гран-прі.
| Учасник                                    | Країна      | кваліфікувався                | Баку    | Сочі    | Еліста  | Нальчик | Джермук | Астрахань | Сума найкращих трьох результатів |
| ------------------------------------------ | ----------- | ----------------------------- | ------- | ------- | ------- | ------- | ------- | --------- | -------------------------------- |
| Левон Аронян                               | Вірменія    | Рейтинговий список            | —       | 180     | —       | 180     | 140     | —         | 500                              |
| Теймур Раджабов                            | Азербайджан | Рейтинговий список            | 60      | 150     | 153⅓    | —       | —       | 116       | 419⅓                             |
| Олександр Грищук                           | Росія       | Рейтинговий список (запасний) | 105     | 45      | 153⅓    | 105     | —       | —         | 363⅓                             |
| Дмитро Яковенко                            | Росія       | Представник міста             | —       | 90      | 153⅓    | —       | 35      | 116       | 359⅓                             |
| Ван Юе                                     | КНР         | Номінація президента ФІДЕ     | 153⅓    | 120     | 80      | —       | —       | 70        | 353⅓                             |
| Вугар Гашимов                              | Азербайджан | Представник міста             | 153⅓    | 65      | 110     | —       | —       | 70        | 335⅓                             |
| Петер Леко                                 | Угорщина    | Рейтинговий список            | —       | —       | 80      | 140     | 100     | 70        | 320                              |
| Євген Алексєєв                             | Росія       | Рейтинговий список (запасний) | не грав | не грав | 35      | 95      | 100     | 116       | 311                              |
| Шахріяр Мамед'яров                         | Азербайджан | Рейтинговий список            | 105     | —       | 80      | 55      | —       | 116       | 301                              |
| Павло Ельянов                              | Україна     | Рейтинговий список (запасний) | не грав | не грав | 35      | 20      | 70      | 180       | 285                              |
| Борис Гельфанд                             | Ізраїль     | Рейтинговий список            | —       | 30      | —       | 85      | 140     | 45        | 280                              |
| Василь Іванчук                             | Україна     | Рейтинговий список            | —       | 65      | —       | 20      | 180     | 20        | 265                              |
| Етьєн Бакро                                | Франція     | Номінація президента ФІДЕ     | 15      | —       | 80      | 105     | 55      | —         | 240                              |
| Гата Камський                              | США         | Кубок світу                   | 60      | 120     | —       | 55      | 55      | —         | 235                              |
| Сергій Карякін                             | Україна     | Кубок світу                   | 60      | 90      | —       | 55      | 80      | —         | 230                              |
| Петро Свідлер                              | Росія       | Номінація президента ФІДЕ     | 85      | 90      | —       | 55      | —       | 45        | 230                              |
| Рустам Касимджанов                         | Узбекистан  | Рейтинговий список (запасний) | не грав | не грав | 80      | 20      | 100     | —         | 200                              |
| Володимир Акопян                           | Вірменія    | Представник міста             | не грав | не грав | 15      | 140     | 35      | 20        | 195                              |
| Іван Чепарінов                             | Болгарія    | Номінація президента ФІДЕ     | 35      | 45      | 50      | 10      | —       | —         | 130                              |
| Руслан Пономарьов                          | Україна     |                               | не грав | не грав | не грав | не грав | не грав | 116       | 116                              |
| Ернесто Інаркієв                           | Росія       | Представник міста             | 15      | —       | 15      | —       | 20      | 20        | 55                               |
| вибули за власним бажанням                 |             |                               |         |         |         |         |         |           |                                  |
| Магнус Карлсен                             | Норвегія    | Кубок світу                   | 153⅓    | —       |         |         | —       |           | 153⅓                             |
| Майкл Адамс                                | Англія      | Рейтинговий список (запасний) | 85      | —       |         | —       |         |           | 85                               |
| Виключені як представники міст, що знялись |             |                               |         |         |         |         |         |           |                                  |
| Давид Навара                               | Чехія       | Представник міста             | 35      | 15      | —       | —       |         |           | 50                               |
| Мохаммед Аль-Модіахі                       | Катар       | представник міста             | —       | 15      |         |         | —       |           | 15                               |
| Яннік Пеллетьє                             | Швейцарія   | представник міста             | —       | —       |         |         |         |           |                                  |